# Shekher
Shekher (en azéri Şəkər, en arménien Շեխեր) est un village d'Azerbaïdjan fait partie du raion de Khojavend. Le village fut jusqu'en 2020, une communauté rurale de la région de Martouni, au Haut-Karabagh. La population s'élevait à 408 habitants en 2005.

## Histoire
Lors de la guerre du Haut-Karabagh, le village est pris par les forces arméniennes en octobre 1992 et intégré à la province de Martouni de la république autoproclamée du Haut-Karabagh.
En octobre 2018, Shekher signe avec la commune française d'Arnouville une charte d'amitié qui est annulée par le tribunal administratif de Cergy-Pontoise en 2019.
Le 9 novembre 2020, lors de la deuxième guerre du Haut-Karabagh, l'armée azerbaïdjanaise annonce avoir repris le contrôle du village. L'information est ensuite confirmée par les autorités arméniennes.